# Bo Westergaard
Bo Westergaard, född 1979, är en dansk travtränare och travkusk. Han var fram till 2015 en av travsportens mest framgångsrika travtränare. Sedan 2018 är hans hemmabana Racing Arena Aalborg. Han har även varit verksam i Norge.

## Karriär
Westergaard inledde sin karriär inom travsporten i hemlandet Danmark. 2014 flyttade han sin verksamhet till Norge. Han har ofta tävlat i Sverige med stor framgång. Han har bland annat segrat i Danmarks största lopp, Copenhagen Cup (2012) och i Harper Hanovers Lopp (2013).

### Olyckor
Efter en seger på Färjestadstravet den 22 september 2007 höll hästen Crown's Banker på att sparka ihjäl Westergaard, då denne blivit rädd för en kameraman och började sparka bakut. Westergaard var millimeter från att träffas av en spark i huvudet.
Den 3 april 2010 under storloppet Klosterskogen Grand Prix gick Navy Seal U.S. körd av Westergaard omkull mitt i loppet, då hjulen på sulkyn krokade ihop med ett annat ekipage. Även de svenska kuskarna Lutfi Kolgjini och Björn Goop slungades ur sina vagnar. Alla inblandade klarade sig utan större skador.

### Dopningsskandaler

#### 2015
Den 29 april 2015 gjorde Det Norske Travselskap en oanmäld dopningskontroll i Westergaards stall. Under besöket testades hästen Kijafa positivt på ämnet dimetylsulfoxid (DMSO), som antagits haft antiinflammatoriska egenskaper. Testerna visade att hästen haft 50 mikrogram per milliliter i blodet, och det internationella gränsvärdet för DMSO är 1 mikrogram per milliliter i blodet. Det visades sedan att ytterligare tre hästar testats positivt för DMSO, alla med 50-60 mikrogram per milliliter i blodet. Westergaard stängdes senare av i juli 2015, på grunder icke-relaterade till dopningsanklagelserna. I september 2016 dömdes Westergaard till två års avstängning från travsporten på grund av dopning. Westergaard fick även besöksförbud mot travbanor och stallområden.

#### 2017
I mars 2017 gjorde Det Norske Travselskap (DNT) ett oanmält besök på Westergaards tidigare försteman Anette Skårnes gård. För att få licens hade Skårnes skrivit på ett avtal där hon lovat att inte ha något samröre med Westergaard. Det visade sig att Skårnes tränade hästar tillsammans med Westergaard, som då var avstängd för doping, och Westergaard sågs köra Thai Navigator som tränades av Skårnes. DNT nekades till en början inträde till gården, och Skårnes ville heller inte att hennes hästar skulle tas prover på. Skårnes licens drogs in i tre månader.
Westergaard flyttade efter avstängningen tillbaka till Danmark, där han hyrde in sig på en gård ägd av Flemming Jensen.

#### 2023
I juli 2023 testade Westergaards häst I.D. Exeptional, som bland annat segrat i Norskt Trav-Kriterium, positivt i ett dopningsprov. Testet togs efter en start på Skive travbana den 30 april 2023. Enligt den danska kommittén DH Sport gäller det positiva testet det lugnande medlet butorfanol, som även verkar som smärtstillande.

## Större segrar i urval
| År   | Lopp                 | Häst          | Kusk/Ryttare  | Tränare        | Grupp   |
| ---- | -------------------- | ------------- | ------------- | -------------- | ------- |
| 2012 | Copenhagen Cup       | Wishing Stone | Jeppe Juel    | Bo Westergaard | Grupp 1 |
| 2013 | Harper Hanovers Lopp | Nougat Ås     | Johnny Takter | Bo Westergaard | Grupp 2 |